# Rite de l'Arche royale
Ne doit pas être confondu avec Sainte Arche royale.

Emblème de l'Arche royale

Le Rite de l’Arche royale ou de l'Arc royal est un rite maçonnique qui se pratique au sein de loge capitulaire. Faisant partie du patrimoine maçonnique anglo-saxon principalement, il représente la première partie des hauts grades maçonniques (« side degrees ») du Rite d'York. Pratiqué en Écosse, en Irlande et plus largement aux États-Unis, il l'est également de façon plus minoritaire en France et en Europe continentale. Le Rite de l'Arche royale, constitue un ensemble de grades qui selon les juridictions, se décompose en trois ou quatre degrés, il puise sa symbolique sur le thème biblique de l'Arche d'alliance contenu dans le Temple de Salomon. En Angleterre, à la suite de la création de la Grande Loge unie d'Angleterre il prend une forme différente et devient un grade unique au sein de l'Ordre suprême de la Sainte Arche royale. Sa date de constitution et sa paternité originelle font en 2015, toujours débat entre les historiographes maçonniques.

## Histoire

### En Irlande et au Royaume-Uni
L'origine et les dates de formation du grade de l'Arc Royal restent encore méconnues en 2015. Les termes de « maçonnerie de l'Arche royale » apparaissent dans la littérature maçonnique à partir des années 1720. Une des premières mentions vérifiables est faite en Irlande dans les années 1740, elle est retrouvée dans les archives de la loge N°21 daté et signé du 27 décembre 1740 ou il est retracé que: « l'Arche royale a été porté en procession par deux excellents maçons » à Dublin. Le grade est également cité dans « une enquête sérieuse et impartiale de la décadence actuelle de la franc-maçonnerie dans le royaume d'Irlande » publié à Dublin en 1744. Des notes distinctes dans ce travail indiquent que le rite pratiqué à Dublin, Londres et York l'est dans une organisation composée de vénérables maitres passés de loges bleues (craft masonry).
D'Irlande, le Rite de l'Arche royale se serait répandu en Angleterre, où il alimente la querelle entre les Anciens et les Modernes. Perçu avec hostilité par les Modernes qui ne reconnaissent pas de grades supérieurs au troisième grade (maître) et défendu pas les Anciens qui le considèrent comme le quatrième grade de la maçonnerie bleue. Il faut attendre l'acte d'union des deux grandes loges, des Anciens et des Modernes qui forment la Grande Loge unie d'Angleterre (GLUA), pour trouver un compromis sur le rôle et le but du grade de « maçon de Arche royale ». Il est finalement reconnu par la nouvelle GLUA, mais devient un grade unique et distinct du rite d'union, qui est géré par l'Ordre suprême de la Sainte Arche royale, il est intégré dans les constitutions de l'union naissante en ces termes : « la pure et ancienne maçonnerie se compose de trois degrés et pas plus, à savoir. Ceux d'apprenti, de compagnon et de maître maçon y compris l'Ordre suprême de la Sainte Arche royale. ». En 1823, la GLUA autorise également ses membres à rejoindre cet ordre sans avoir préalablement été vénérable d'une loge bleue. En Écosse, l'obtention de ce grade reste toutefois subordonnée à l'obtention de celui de « Maitre de la marque ».

### Aux États-Unis d’Amérique
En Amérique du nord, les francs-maçons pratiquent couramment jusqu'à la fin du XVIIIe siècle les grades du rite, une partie continuent leur parcours dans les commanderies symboliques des chevaliers templiers de la franc-maçonnerie au sein d'un masonic bodies  ou dans la continuité du rite au sein de conseil de la maçonnerie cryptique, puis dans une commanderie de chevaliers templiers ou vers un autre ordre symbolique comme celui de la Croix rouge de Constantine (en).
En Virginie et en Virginie-Occidentale, il n’y a pas de juridiction distincte pour la pratique de le maçonnerie cryptique et celle de l'Arche royale.

## Système du rite
Le système se décompose en trois ou quatre degrés selon les juridictions.
1. Maître de marque[n 1]
2. Passé maître virtuel[n 2].
3. Très excellent maître
4. Maçon de l'Arche royale